# Diplochorda australis
Diplochorda australis är en tvåvingeart som beskrevs av Permkam och Albany Hancock 1995. Diplochorda australis ingår i släktet Diplochorda och familjen borrflugor. Inga underarter finns listade i Catalogue of Life.